# PSR B1257+12 A
PSR B1257+12A，又名尸鬼星，是一顆位於室女座，距離地球約980光年的太陽系外行星。該行星是環繞脈衝星妖巫星 的行星中距離母星最近的，因此該行星是脈衝星行星。該行星的質量大約是月球的兩倍。

## 命名

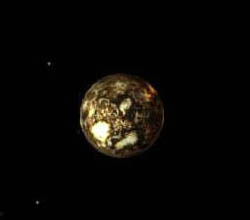
藝術家筆下的 PSR B1257+12 A

PSR B1257+12 的行星命名後綴是加上字母 A 到 D（隨距離母星距離增加編號）。這些行星沒有依照今日太陽系外行星命名規則命名是因為發現的時間。作為首次被發現且環繞脈衝星的系外行星，這些行星的命名後綴是加上大寫字母 "B" 和 "C"，當第三顆行星在更接近母星的距離被發現時，命名後綴就經常加上 "A"。首顆被發現環繞類太陽恆星的系外行星飛馬座51b則是以現在命名系外行星的方式命名。儘管這些行星名稱不改，但在太陽系外行星百科中將 PSR B1257+12A 稱為 "PSR 1257+12b"。2015年12月，国际天文联合会将这颗行星命名为Draugr，是北欧神话中的不死生物，译为尸鬼星。

## 外部連結
维基共享资源上的相關多媒體資源：PSR B1257+12 A
- extrasolar.net data（页面存档备份，存于）
- Pulsar Planets